# Striginiana
Striginiana is een geslacht van vlinders van de familie Eupterotidae.

## Soorten
- S. agrippa Weymer, 1909
- S. camerunica Aurivillius, 1893
- S. nobilis Holland, 1893
- S. pseudostrigina Rothschild, 1917
- S. strigina (Westwood, 1849)